# Francis Franck
Pour les articles homonymes, voir Franck.

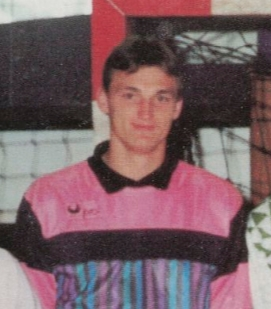
Handballeur français Francis Franck en 1992

Francis Franck, né le 17 mars 1970 à Saint-Avold, est un ancien joueur de handball international français évoluant au poste de gardien de but,.

## Palmarès

### En club
- 2e du Championnat de France en 1997
- Vainqueur de la Coupe de France (1) : 1997

### En équipe nationale
- 56 sélections en équipe de France entre 1996 et 1999
- médaille de bronze au Championnat du monde 1997[4]
- 7e place au Championnat d'Europe 1998
- 5e place au Championnat du monde 1999

### Distinctions individuelles
- élu meilleur gardien de but du Championnat de France de la Saison 1998-1999
- élu meilleur gardien du Championnat de France de D2 de la Saison 2008-2009